# 妙義神社
妙義神社（みょうぎじんじゃ）は、群馬県富岡市にある神社である。旧社格は県社。

## 概要
上毛三山の一つである妙義山の東麓に鎮座し、妙義山信仰の中心となっている神社である。江戸時代は関東平野の北西に位置し、江戸の乾（戌亥）天門の鎮めとして、家運永久子孫繁昌を願って歴代の徳川将軍家に深く信仰された。
近年は大河ドラマのロケ地としても使用されている。総門をくぐると銅鳥居で、その先に165段の石段があるが、ここは、2005年の『義経』で、牛若丸が修行する鞍馬寺という設定でロケ地になった。また、2009年の『天地人』においても、雲洞庵のシーン撮影は当社で行われた。
2007年の台風による土砂崩れで一部被害が出たため修復が必要となり、本殿につながる階段以降は立ち入り禁止となった際は、波己曽社殿を仮殿と定めていた。復旧工事は2013年12月に完了し、本殿も5年ぶりに一般公開された。

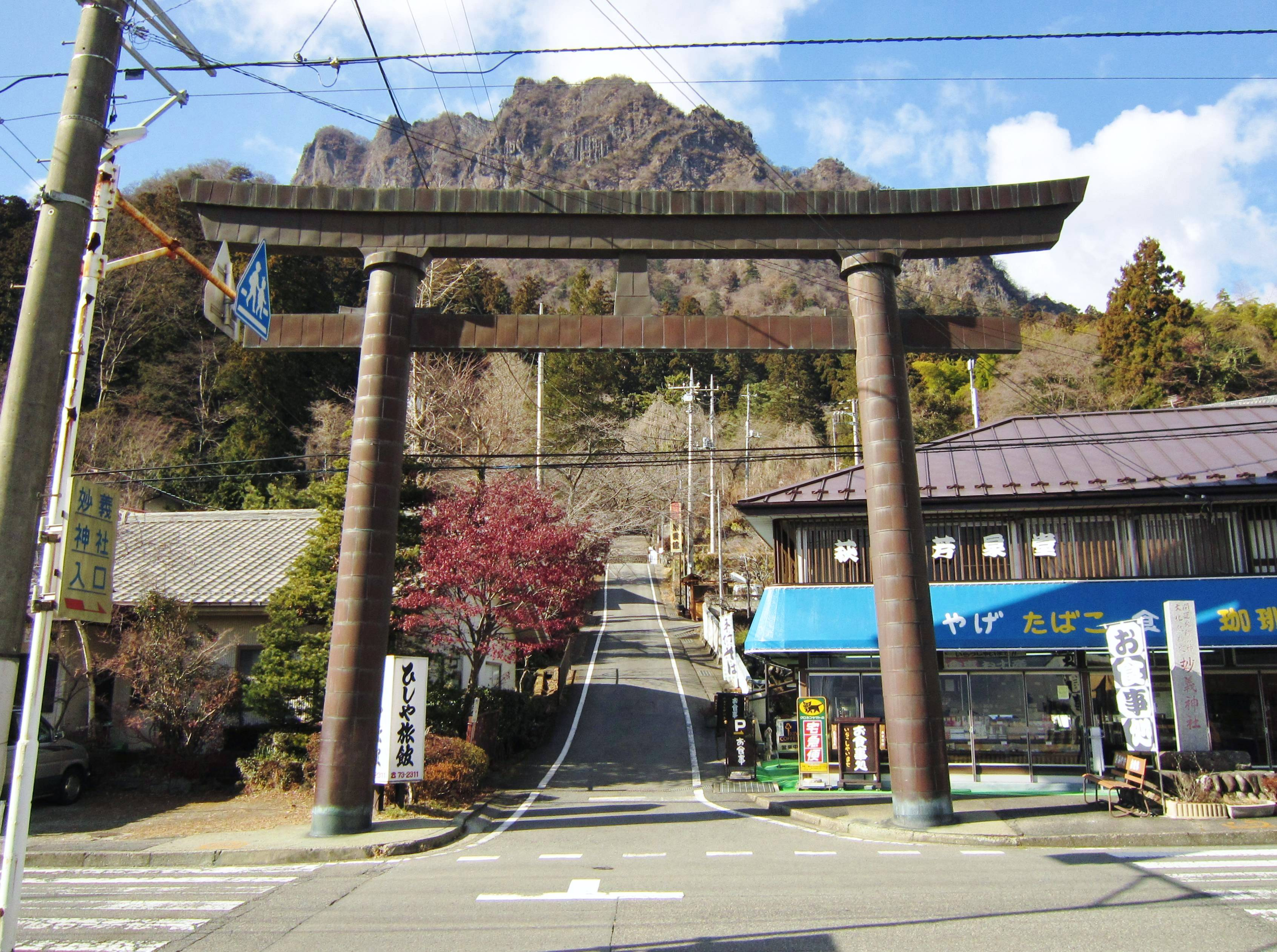
県道脇に建つ大鳥居
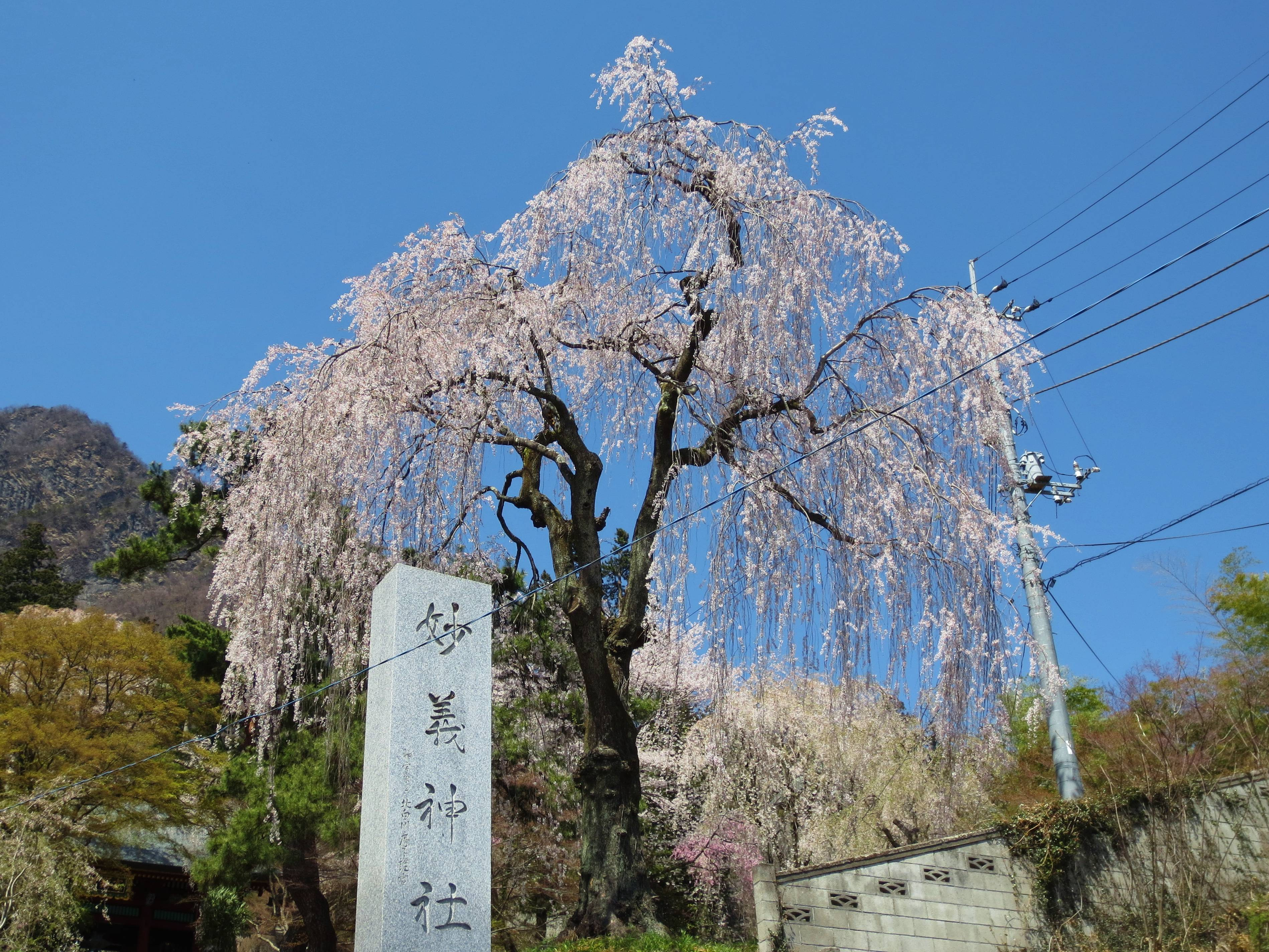
シダレザクラ
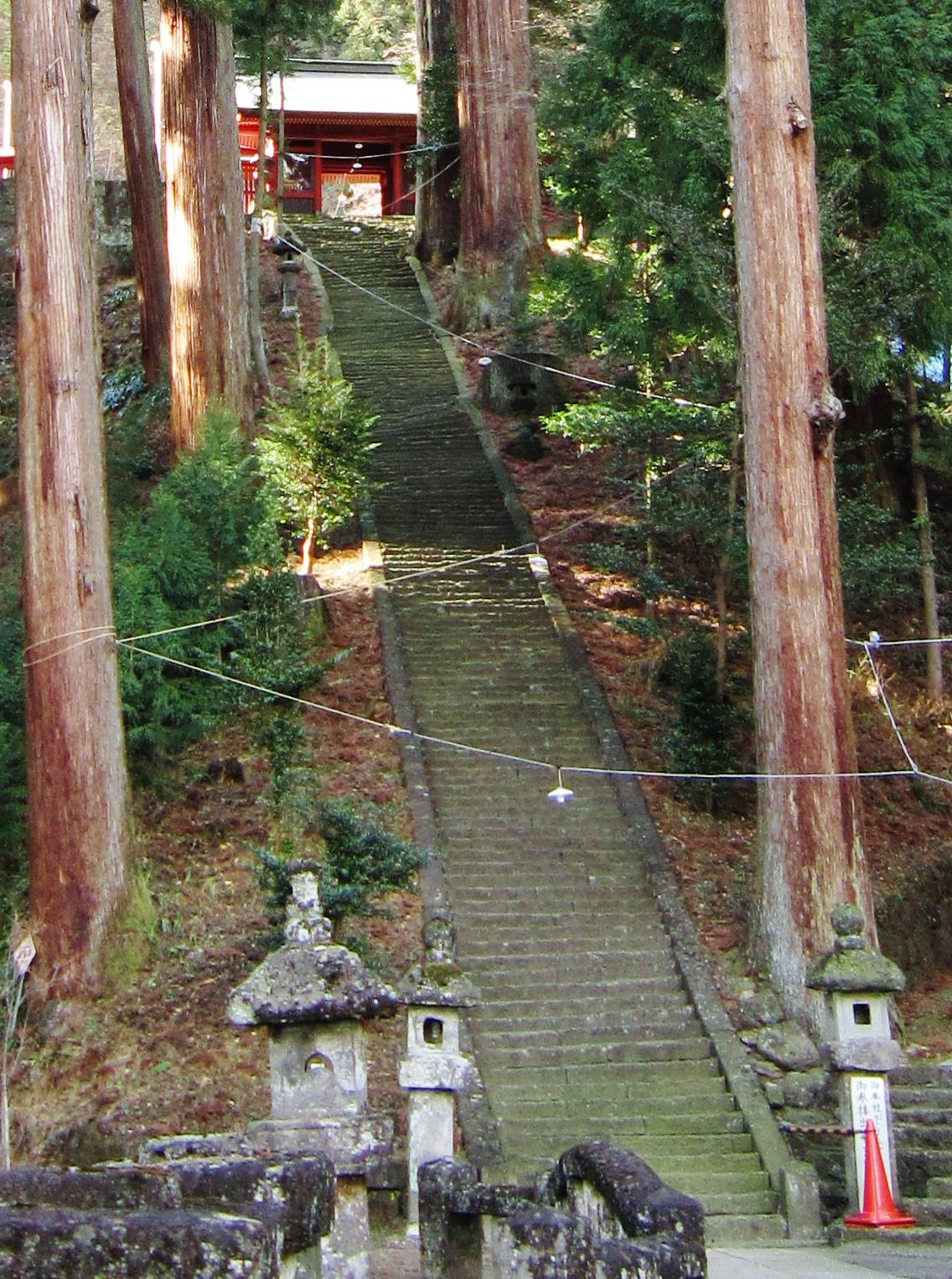
唐門へ至る石段

## 歴史
創建は、宣化天皇2年（537年）と伝わる。
神仏習合時代、妙義神社には別当（神社を管理する寺）として上野寛永寺の末寺である白雲山高顕院石塔寺があった。現在の妙義神社の総門は、明治の初めに廃寺となった石塔寺の仁王門である。神社の総門となった現在も、左右に仁王像が祀られている。
現在の社殿は、宝暦年間（1751年 - 1764年）の大改修によるものである。古くは波己曽（はこそ）神社といい、『日本三代実録』に記載がある。

## 文化財

### 重要文化財
- 妙義神社 7棟 - 昭和56年（1981年）6月5日、本殿・幣殿・拝殿・唐門・総門の指定。令和6年（2024年）12月9日、随神門・廻廊・銅鳥居・御殿（附棟札2枚）・社務所・附波己曾社本殿及び拝殿・附棟札2枚の追加指定[2]。
  - 本殿・幣殿・拝殿（附 神饌所1棟、透塀1棟、棟札1枚、銘札1枚、旧屋根銅瓦1枚）
江戸時代後期（1756年）の建立。本殿、桁行三間、梁間二間、一重、入母屋造。幣殿、桁行三間、梁間一間、一重、両下造。拝殿、桁行三間、梁間二間、一重、入母屋造、正面千鳥破風付、向拝一間、軒唐破風。。
  - 唐門 - 江戸時代後期（1756年）の建立。桁行一間、梁間一間、平唐門、銅瓦葺。
  - 随神門
  - 廻堂
  - 銅鳥居
  - 御殿（附 棟札2枚）
  - 社務所
  - 総門 - 旧白雲山石塔寺の仁王門。江戸時代後期（1773年）の建立。三間一戸八脚門、切妻造、銅板葺。
  - 附指定：波己曾社本殿及び拝殿1棟、棟札2枚
- 紙本著色地蔵菩薩霊験記（東京国立博物館に寄託） - 南北朝時代の作品。昭和34年（1959年）6月27日指定。

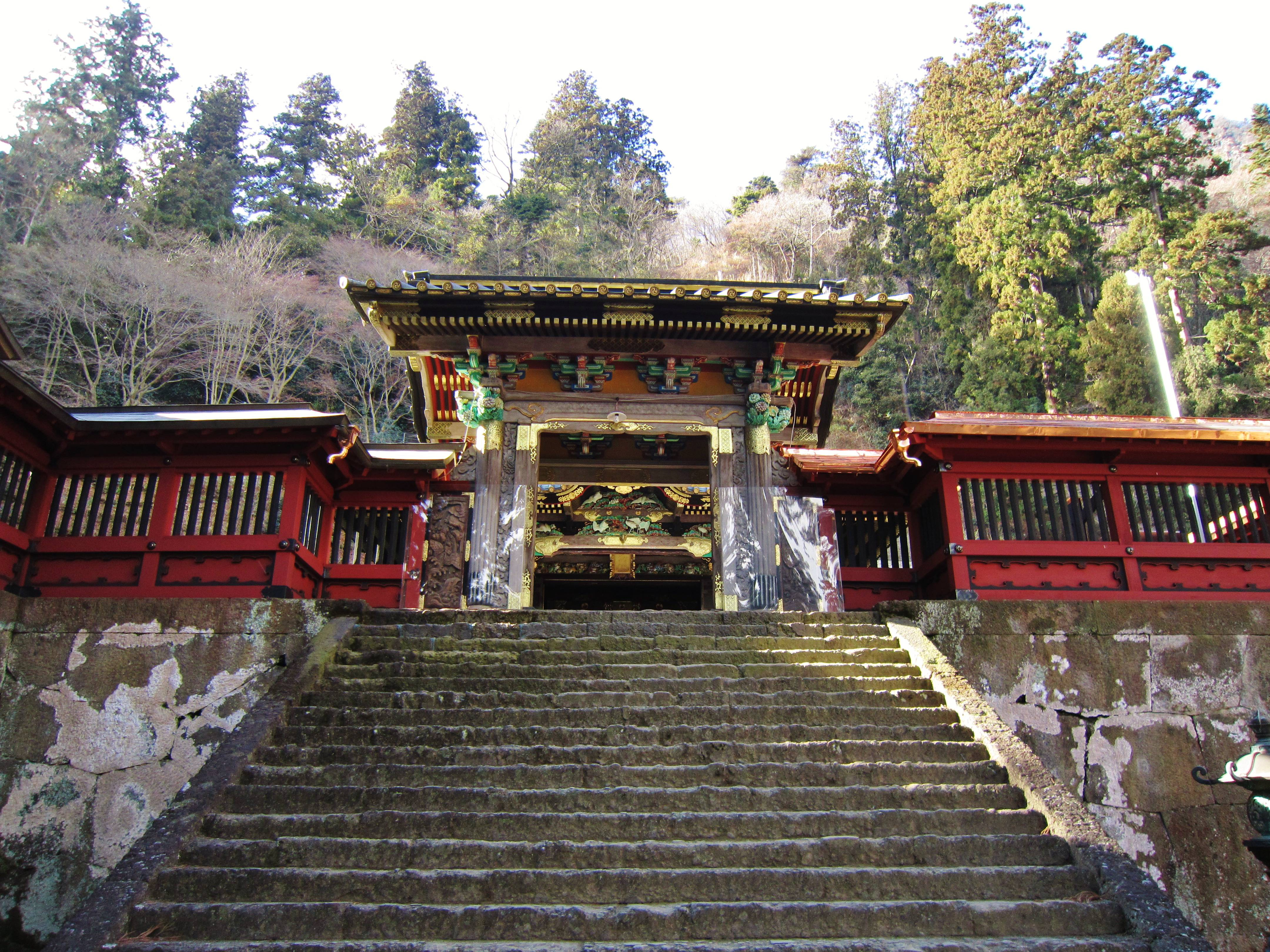
唐門
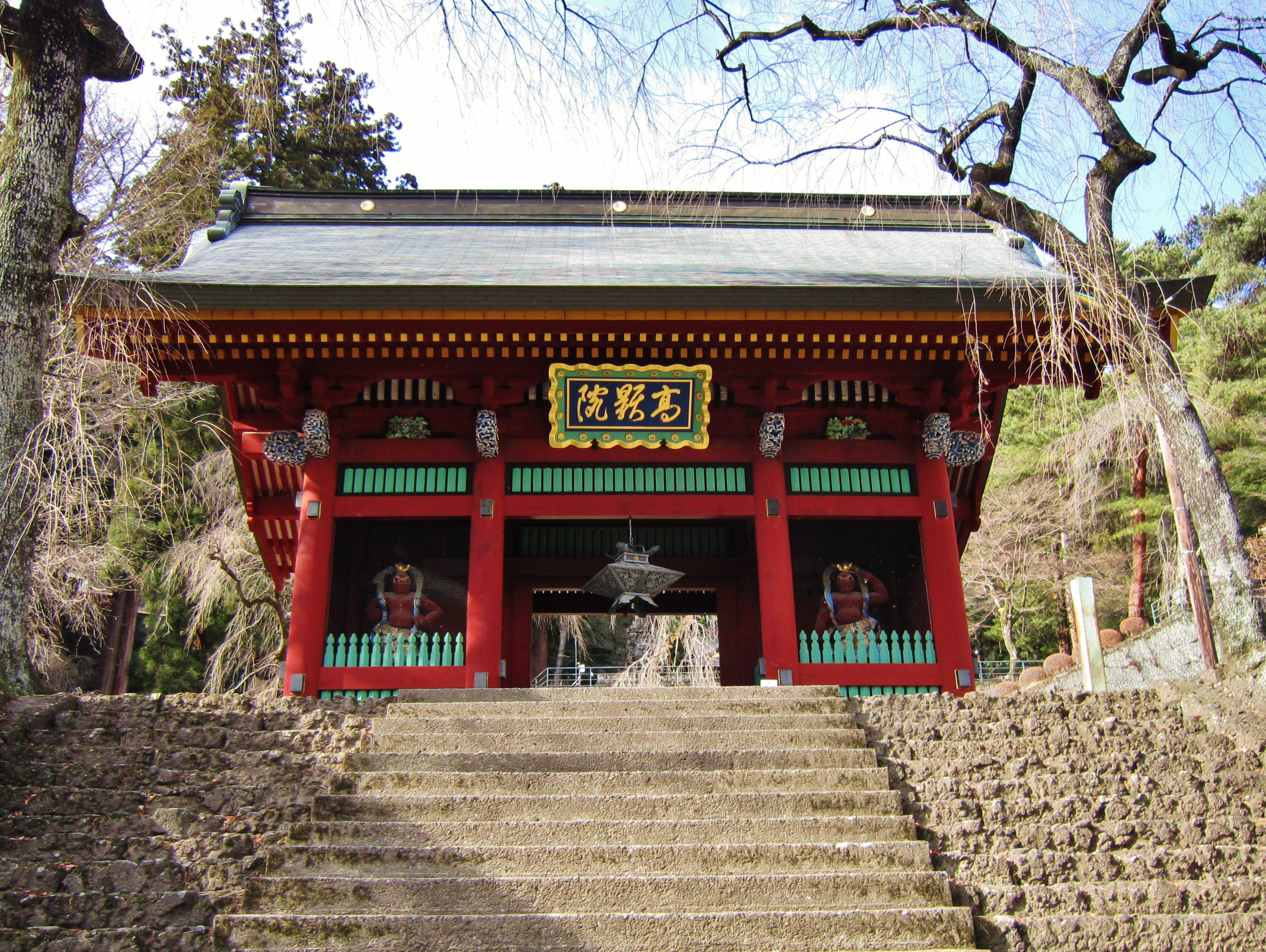
総門